# Asmat
Els Asmat són un grup ètnic de la província indonèsia de Papua, a Nova Guinea. Posseeixen una de les tradicions més conegudes de talla de fusta del Pacífic i el seu art és buscat per col·leccionistes d'arreu del món. Els asmat habiten una regió de les illes de la costa sud-oest, limítrofes amb el Mar d'Arafura, d'una extensió aproximada de 18.000 km² de terreny pantanós i selves humides. La terra dels Asmat està localitzada al Parc Nacional de Lorentz, a major àrea protegida del Sud-est Asiàtic, i declarada Patrimoni de la Humanitat l'any 1999. S'estima que la població total dels Asmat són uns 70.000 habitants. El terme Asmat fa referència tant a la gent com a la regió que habiten.

## Cultura i subsistència
El medi ambient ha estat el factor que ha afectat més els asmat, com a cultura i sistema de vida fortament depenent de les riques fonts naturals que es troben en els seus boscos, rius i mars. Els asmat principalment subsisteixen del midó de sagú (Metroxylon sagu), pesca, jocs forestals, i altres ítems recollits dels seus boscos i de les seves aigües. El material per a la construcció de canoes, cases i talles de fusta també s'obté en el medi local, i així cultura i biodiversitat s'interrelacionen. Degut a les diàries inundacions que tenen lloc en moltes parts de la seva terra, els habitatges dels asmat han estat tradicionalment construïts dos o més metres sobre terra, sostinguts per pals de fusta. En algunes zones interiors, els asmat han viscut en cases als arbres, de vegades a una alçada de 25 metres de terra. El culte als avantpassats ha estat rellevant entre els asmat, especialment entre els que esdevingueren guerrers. Diversos objectes asmat han estat col·leccionats per museus d'arreu del món. Alguns dels més notables els trobem en la Michael C. Rockefeller Collection al Metropolitan Museum of Art a Nova York i el Tropenmuseum d'Amsterdam.
Tradicionalment, molts homes asmat practicaven la poligínia casant-se amb més d'una dona. En molts casos, els homes esperaven casar-se amb la dona d'un parent en el cas que aquest parent morís (en cas contrari abandonaria la dona els seus fills sense una font de protecció o suport econòmic). Schneebaum relatava que molts homes asmat tenien relacions sexuals/d'amistat rituals (mbai) a llarg termini amb altres homes, malgrat el predomini d'aquesta pràctica sigui criticat per altres. En el sistema mbai, els companys masculins es coneixen també per compartir les seves dones en la pràctica anomenada papitsj. És probable que la influència missionera de diverses dècades hagi reduït tant la pràctica del mbai com la del papitsj.

## Llengua i subgrups ètnics
La classificació lingüística de la llengua (o llengües) natives presenta certa problemàtica, però es caracteritza generalment com un grup de llengües o dialectes (fins a un cert grau mútuament intel·ligibles) estretament relacionades, conegut com la família asmat, la qual és una sub-família de la llengua "Trans–New Guinea phylum". Tanmateix, alguns grups ètnics que parlen llengües de la família de la llengua asmat, com els pobles Kamoro i Sempan limítrofes dels asmat, són ètnicament diferents dels asmat.
L'asmat es pot pensar com un terme “paraigües” per a dotze subgrups ètnics diferents amb unes afinitats lingüístiques i culturals compartides i un sentit de la identitat comú. Aquests dotze grups asmat inclouen els Joirat, Emari Ducur, Bismam, Becembub, Simai, Kenekap, Unir Siran, Unir Epmak, Safan, Aramatak, Bras, i els Yupmakcain. Complicant encara més la qüestió, en alguns nivells importants aquests grups comparteixen un sentit de la identitat i els agrada referir-se a ells mateixos com a “asmat”.

## Història
Fins als anys 50, la seva dura i remota localització va aïllar els asmat d'altres poblacions. No va ser fins a mitjans del segle XX que van tenir contacte regular amb els estrangers. Inicialment, els asmat tenien bona reputació com a caçadors de caps i caníbals, i els van deixar tranquils.
La primera observació del poble asmat per part d'exploradors fou des de la coberta d'un vaixell dirigit per un comerciant holandès, Jan Carstensz, l'any 1623. Però no va ser fins a l'arribada del capità James Cook i el seu equip el 3 de setembre de 1770 que es va trepitjar la terra dels asmat (prop del que ara és el poble de Pirimapun). Segons el diari del capità Cook, una petita part de HM Bark Endeavour va trobar un grup de guerrers asmat. En sentir-se amenaçats, els exploradors es van retirar ràpidament. El 1826, un altre explorador holandès, Kolff, va ancorar aproximadament a la mateixa zona visitada per Cook. Quan els guerrers asmat van espantar altre cop els visitants amb forts sorolls i espetecs de pols blanca, l'equip de Kolff’s també es va retirar ràpidament. Els holandesos, que van guanyar la sobirania sobre la meitat occidental de l'illa el 1793, no van començar a explorar la regió fins a principis del s. XX, quan van establir un govern a Merauke en el costat sud-est del territori. Des d'allà, diverses excursions exploratòries amb l'objectiu d'investigar la zona de la serralada central van creuar l'àrea asmat i van recollir alguns artefactes i espècimens zoològics. Aquests artefactes van ser duts cap a Europa on van generar molt interès, i on probablement van influir artistes modernistes i surrealistes occidentals com Henri Matisse, Marc Chagall i Pablo Picasso.
El primer assentament colonial en territori asmat es va establir el 1938 a Agats i va ser clausurat el 1942 degut a l'inici de la Segona Guerra Mundial. Després de la guerra, el Pare G. Zegwaard, un missioner holandès, va començar a patrullar el territori Asmat des de Mimika fins a l'oest. El 1953, onze anys després de ser clausurat, Zegwaard va restablir l'assentament a Agats, que es convertiria en el quarter general del govern alhora que la base dels missioners catòlics-romans. Va ser a partir d'aquest fet que la interacció amb el poble asmat va començar. Els missioners catòlics, molts d'ells graduats en antropologia, els van persuadir per tal que abandonessin el canibalisme, mentre els encoratjaven a continuar amb altres importants cicles i festivals culturals com les cerimònies bisj, que foren incorporades i adaptades a la litúrgia Catòlica.
Asmat fou el punt de partida per una àrdua expedició franco-holandesa des del sud fins al nord de la costa de Nova Guinea del 1956 fins al 1959, que fou documentada i de la qual sorgí un documental, The Sky Above, The Mud Below, guanyadora d'un Academy Award el 1961. El novembre de 1961, el fill de Nelson A. Rockefeller, governador de l'estat de Nova York i membre d'una de les famílies benestants dels Estats Units, va desaparèixer a Asmat a l'edat de 22 anys en bolcar l'embarcació d'una expedició de recol·lecció d'art. La seva desaparició va provocar una intensiva i infructuosa recerca per part de les autoritats holandeses, i fou font de nombroses especulacions sobre el destí de Rockefeller. El 1962, el govern indonesi assumí l'administració de l'oest de Nova Guinea. Després d'un curt període sota la nova administració indonèsia (1964-1968) en el qual les cerimònies culturals van ser oficialment afeblides, el bisbe local Alphonse Sowada va contribuir a la revitalització de la talla de fusta i altres festivals, que romanen forts en l'actualitat. L'Església, juntament amb Tobias Schneebaum i Ursula Konrad, va crear l'Asmat Museum of Culture and Progress (AMCP) a la localitat d'Agats el 1973, per mantenir l'orgull local de les tradicions asmat. Cada any, a principis d'octubre, l'Església patrocina un concurs de talladors de fusta i una subhasta per reconèixer tallistes excepcionals.

## Context actual
Encara avui dia, els asmat estan relativament isolats i les seves tradicions més importants es conserven fortes, malgrat que la seva relació amb el món exterior s'hagi incrementat al llarg de les dècades. Alguns asmat han rebut educació superior en altres parts d'Indonèsia i d'altres a Europa. Els asmat proven d'incorporar noves tecnologies i serveis beneficiosos com la salut, comunicacions, i educació, mentre preserven les seves tradicions. La biodiversitat de la seva àrea ha rebut pressions foranes pel que fa a la tala i la pesca, malgrat que s'ha exercit una resistència significativa i no mancada d'èxit.
L'any 2000, els asmat van formar Lembaga Musyawarah Adat Asmat (LMAA), una societat d'organització civil que representa i articula els seus interessos i aspiracions. L'LMAA ha estat treballant amb la Indo-Pacific Conservation Alliance des de 1999, i ha establert subconsells tradicionals separats —Forum Adat Rumpun (FAR)— per implementar activitats conjuntes. El 2004, la regió Asmat esdevingué una unitat governamental administrativa independent —Kabupaten—, i va escollir Yufen Biakai, antic director de l'AMCP i actual president de l'LMAA, com a Bupati (cap del govern local).